# Kvašiorkor
Kvašiórkor je sindrom, ki se pojavlja pri podhranjenih otrocih, ki jim v prehrani primanjkuje zlasti beljakovin. Kaže se predvsem kot upočasnjena rast, letargija, depresija in otekline (edemi). Za razliko od marazma, ki nastane tako zaradi pomanjkljivega vnosa kalorij kot tudi zaradi beljakovin, je pri kvašiorkorju nezadosten le vnos beljakovin, natančneje esencialnih aminokislin. Pojavlja se zlasti v deželah tretjega sveta, zlasti v Afriki in Jugovzhodni Aziji, v razvitem svetu pa je redek in je predvsem posledica zanemarjanja otrok.

## Etimologija
Beseda kvašiorkor je prevzeta iz jezika kwa, ki se govori v Gani in pomeni nekdo, ki je bil odstranjen - torej otrok, ki ga mati preneha dojiti, ker je začela dojiti že naslednjega novorojenca. Otrok, ki ga je mati prenehala dojiti, je torej prenehal uživati beljakovine, ki so v materinem mleku, in je prešel na prehrano odraslih, ki je v revnem afriškem okolju pretežno rastlinska in enolična. Termin je v medicinsko izrazoslovje uvedla C.D. Williams, jamajska pediatrinja, leta 1935.

## Patofiziologija
Pri prehrani je nujno, da organizem zaužije vse esencialne aminokisline, saj ne obstaja beljakovina, v kateri ne bi sodelovalo vseh 20 aminokislin in torej tudi vse esencialne. V primeru, da v prehrani manjka ena ali več izmed esencialnih minokislin, postanejo edini vir telesne beljakovine, ki se razgrajujejo in prispevajo svoje aminokisline v skupni zbir. Kljub temu je prispevek premajhen, da bi nadomestil pomanjkanje. Iz vidika presnove je torej kvašiorkor predvsem sindrom beljakovinskega stradanja.
Zaradi pomanjkanja ene ali več potrebnih aminokislin predstavljajo ostale aminokisline v zbiru presežek. Zaradi tega se aminokisline deaminirajo, dušik pa se v obliki sečnine izloči z urinom. Razlika med vnesenim in izločenim dušikom je negativna, kar opišemo kot negativna dušikova bilanca. Enolična rastlinska hrana, ki jo uživajo na ogroženih področjih, ima zaradi svoje sestave in težje prebavljivosti majhno biološko vrednost, saj se hitro pojavi negativna dušikova bilanca, kar torej pomeni, da hrana ne vsebuje potrebnih aminokislin.
Posledica pomanjkanja aminokislin je zavrta sinteza mnogih pomembnih beljakovin, kot so albumin, ki uravnava onkotski tlak v žilah ter prenaša po krvi različne ione in hormone, lipoproteini, ki po krvi prenašajo lipide od jeter do različnih organov, ter imunoglobulini, ki so izjemno pomemben del specifičnega imunskega odziva. V tankem črevesju pride zaradi zmanjšane mitotične aktivnosti celic do atrofije sluznice in izgube mikrovilov (izrastki na površini celic, ki povečujejo resorpcijsko površino), to pa pogosto spremlja izguba pomembnih encimov, kot so disaharidaze. Prav tako je lahko kostni mozeg hipoplastičen (nastajanje novih krvnih celic je nezadostno), kar privede do anemije. V možganih dojenčkov, katerih matere so podhranjene in ki so sami prav tako podhranjeni v začetku, se zmanjša število nevronov, poleg tega pa je ovirana mielinizacija bele možganovine.
V ogroženi populaciji so najprej prizadeti otroci, saj beljakovine v hrani niso potrebne samo za beljakovinsko premeno oz. metabolično obračanje (tj. v porabljanje oz. razgrajevanje in nadomeščanje), pač pa tudi za rast in razvoj.
Celoten razvoj sindroma (patogeneza) sicer še ni dokončno pojasnjena. Domnevano je, da je za pojav sindroma poleg pomanjkljivega vnosa beljakovin bistven tudi primanjkljaj določenih mikronutrientov (tj. vitaminov in mineralov). Druge raziskave omenjajo možno vpletenost aflatoksinov, oksidativnega stresa in signaliziranja s citokini.
Milejše oblike kvašiorkorja se sicer lahko pojavijo tudi kroničnih bolezenskih stanjih, pri katerih se beljakovine ne absorbirajo učinkovito v prebavilih ali pa se izločajo prekomerno iz telesa; takšna stanja so npr. določene enteropatije, nefrotski sindrom in posledice obsežnih opeklin. V ZDA se redko pojavijo primeri beljakovinskega stradanja zaradi določenih vrst diet ali nadomestitve mleka z izdelki na osnovi riža.

## Klinični simptomi in znaki
Kvašiorkor se bo klinično izrazil najprej pri tistih organih, kjer je za normalno delovanje potrebna velika sinteza beljakovin, bolj ogrožena skupina pa so otroci, predvsem pri starosti manj od enega leta.
Najznačilnejši simptom pri kvašiorkorju je zatečen trebuh, ki je posledica trebušnih oteklin (edemov), pojavijo pa se tudi na stopalih in drugod. Sinteza albumina v jetrih je namreč zavrta, zaradi česar se zmanjša onkotski tlak, s tem pa postanejo kapilare bolj prepustne za vodo. Telesna teža prizadetih otrok znaša od 60-80 % normalne teže, vendar je resnična izguba teže zakrita ravno zaradi zadrževanja tekočine, torej edemov. Hkrati se povečajo tudi jetra (hepatomegalija) zaradi zamaščenja oz. maščobne infiltracije (bolezenskega nabiranja maščob v celicah), saj je motena sinteza lipoproteinov.
Poleg tega se pojavijo letargija in depresija, kožne spremembe (predvsem depigmentacija in dermatitis), upočasnjena rast,  anemije, izpadanje zob ter tanjšanje in izpadanje las, pogosto pa se pojavita tudi razdražljivost in anoreksija.
V primeru cepljenja oboleli ne more razviti protitelesa proti nalezljivim boleznim, kot sta davica in trebušni tifus. Oslabljen imunski sistem in s tem sekundarne okužbe povzročijo fiziološki stres, kar pa seveda vodi do katabolnega stanja, to pa še poslabša celotno stanje.

## Zdravljenje
Kvašiorkor se lahko načeloma popolnoma odpravi z ustreznim vnosom kalorij in beljakovin, če se zdravljenje začne dovolj zgodaj. Za potrebe energije se sprva začne polagoma dovajati kalorije v obliki ogljikovih hidratov ter maščob, nato pa še beljakovine za potrebe anabolizma, tj. izgradnjo novih snovi v organizmu. Pomemben je tudi vnos potrebnih vitaminov in mineralov. Veliko podhranjenih otrok razvije laktozno netoleranco, zato je potrebno v hrano dodajati encim laktazo, da se ne pojavijo zapleti zaradi uživanja mlečnih izdelkov. Zaradi povečane dovzetnosti za okužbe (infekcije) je priporočeno dajanje antibiotikov s širokim spektrom delovanja v prvih dneh zdravljenja.
Prognoza bolezni je odvisna predvsem od trajanja podhranjenosti. Pri daljšem času prizadeti otrok verjetno ne bo nikoli dosegel polnega potenciala v rasti, poleg tega se lahko pojavijo trajni duševni problemi.